# بابك حاتمي
بابك حاتمي (15 أغسطس 1986 بتبريز في إيران - ) هو لاعب كرة قدم إيراني في مركز الدفاع. لعب مع نادي ألومينيوم هرمزغان ونادي برسبوليس ونادي سايبا ونادي شهرداري تبريز.

## وصلات خارجية
- بابك حاتمي على موقع قاعدة بيانات كرة القدم.إي يو (الإنجليزية)
- بابك حاتمي على موقع Soccerway.com (الإنجليزية)